# Debbie Bowman-Sullivan
Debbie Lee Bowman-Sullivan (Southport, 4 juli 1963) is een Australisch hockeyster. 
Bowman-Sullivan was in 1988 aanvoerder van de Australische ploeg die olympisch kampioen werd.

## Erelijst
- 1986 - 6e Wereldkampioenschap hockey[1] in Amstelveen
- 1987 -  Champions Trophy Amstelveen
- 1988 –  Olympische Spelen in Seoel
- 1992 – 5e Olympische Spelen in Barcelona